# Kurfürstenbibel

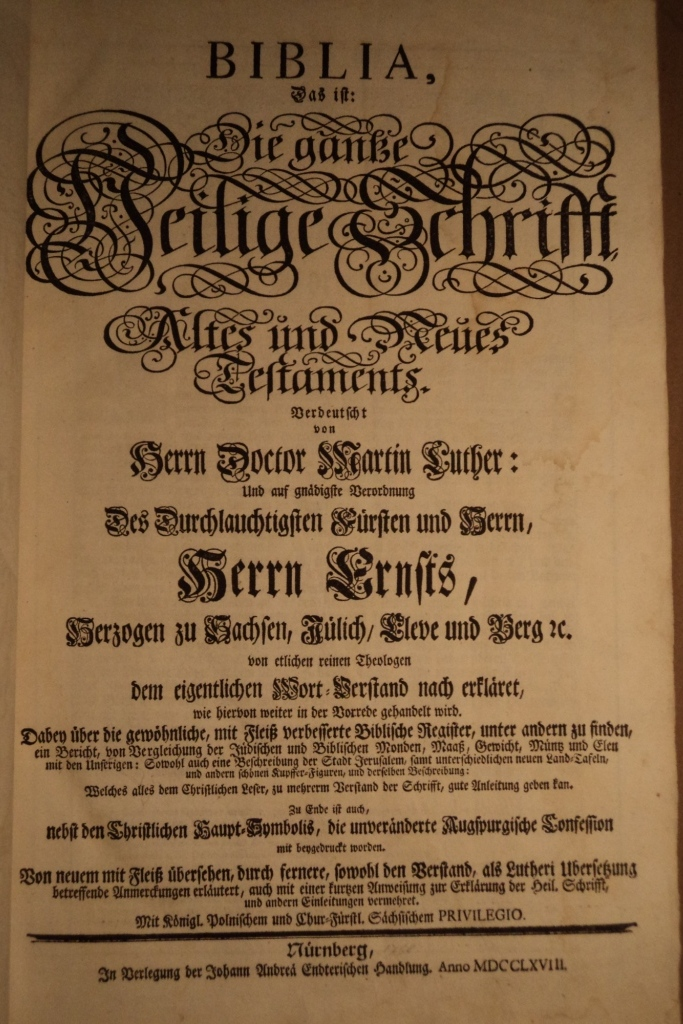
Titelseite der 13. Auflage von 1768

Als Kurfürstenbibel werden Ausgaben der Lutherbibel bezeichnet, die von dem Verlag und Buchhandlung Johann Andreas Endter in Nürnberg herausgegeben wurden. Die Familie Endters druckte seit 1613 Lutherbibeln. 1641 wurde durch Herzog Ernst den Frommen der Druck einer Bibel in Auftrag gegeben. Diese sowie die folgenden Auflagen werden als Kurfürstenbibeln bezeichnet. Die vierzehnte und letzte Ausgabe erschien 1792.
Die Kurfürstenbibel ist teilweise auch als Weimarer oder Ernestinische Bibel bekannt, in Anlehnung an Ernst den Frommen, der bis 1640 in Weimar residierte.

## Bezeichnung „Kurfürstenbibel“
Im Vorwort heißt es bereits, dass in diesem Buch die ganze heilige Schrift „auf gnädigste Verordnung Des Durchlauchtigsten Fürsten und Herrn, Herrn Ernsts, Herzog von Sachsen, Jülich, Cleve und Berg“ erklärt werde. Des Weiteren wird darauf verwiesen, dass dieser Druck mit „Königl. Polnischem und Chur-Fürstl. Sächsischem PRIVILEGIO“ erscheint. Darüber hinaus enthalten Kurfürstenbibeln Porträts von 11 protestantischen Kurfürsten der Reformationszeit. Von diesen Porträts leitet sich die Bezeichnung „Kurfürstenbibel“ ab.

## Inhalt

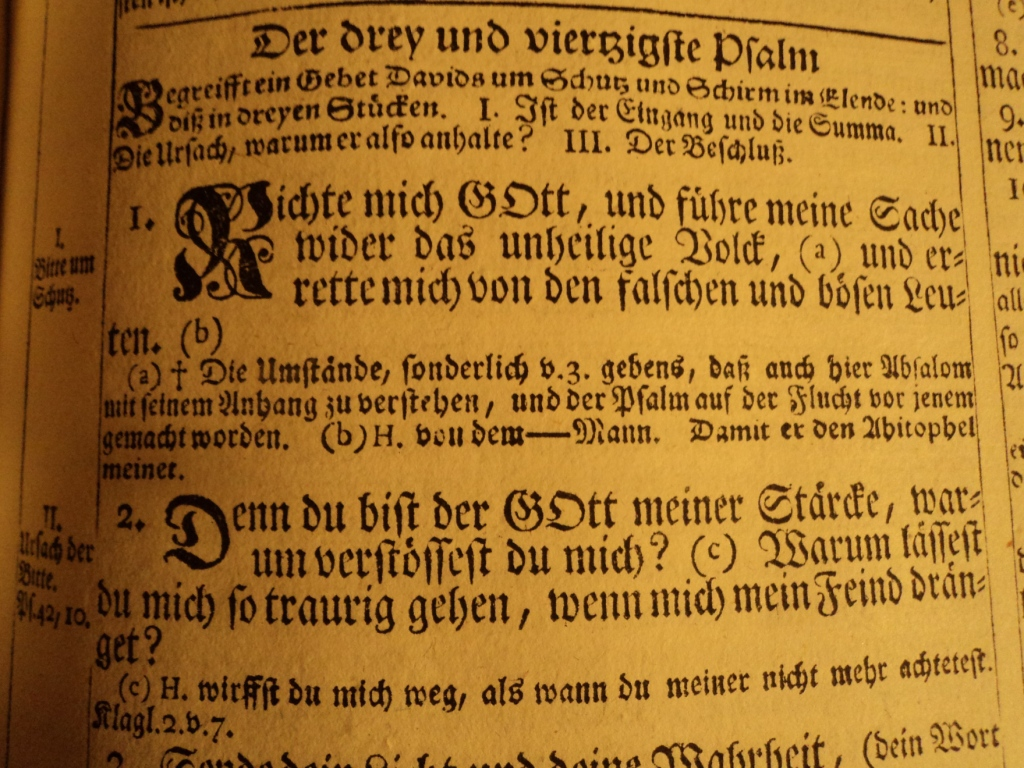
Beginn von Psalm 43

Neben dem eigentlichen Text der Bibel enthalten Kurfürstenbibeln eine Reihe von Zusätzen. Dazu gehören zahlreiche bebilderte Zwischentitel und doppelblattgroße Landkarten als Kupferstiche. Daneben ist neben den Bildern der Kurfürsten auch häufig ein Stich Martin Luthers enthalten. Die beigehefteten Bilder und Karten tragen keine Seitenzahl, so dass diese je nach finanziellen Mitteln und Wünschen des Bestellers beigefügt und ergänzt werden konnte.
Ergänzt wird die Bibel durch erklärende Texte und Register. Am Ende der Bibel sind die wichtigsten lutherischen Bekenntnisschriften wie das apostolische, das nizänisch-konstantinopolitanische und das Athanasianische Glaubensbekenntnis sowie das Augsburger Bekenntnis abgedruckt.